# Crucero de la corbeta Rosa de los Andes

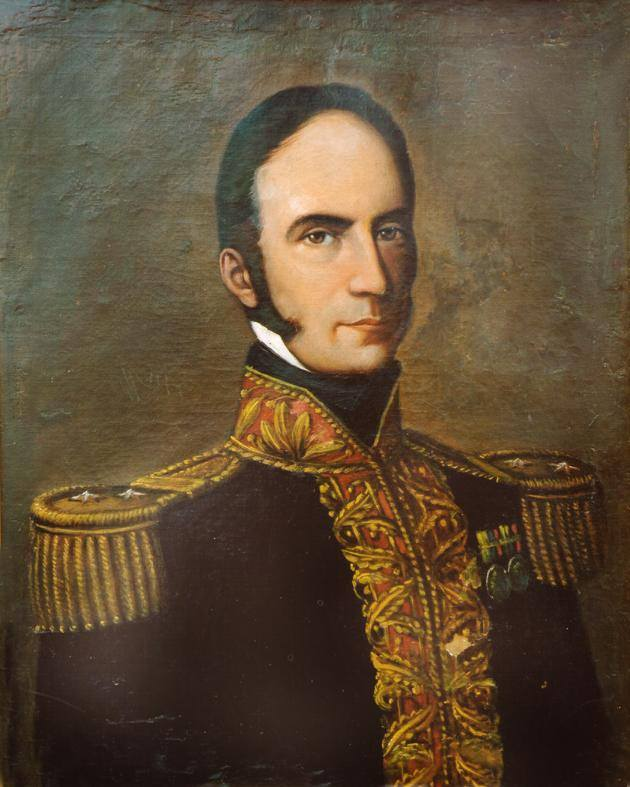
Juan Illingworth Hunt.

El crucero de la corbeta Rosa de los Andes fue una expedición naval comandada por el marino inglés al servicio de la República de Chile, capitán de corbeta Juan Illingworth Hunt. La expedición tenía la misión de atacar embarcaciones y puertos bajo bandera española en la costa occidental de América, pero también de ser posible, alentar y apoyar militarmente los esfuerzos patriotas en los diversos lugares a los que se presentara. El crucero de la corbeta chilena se desarrolló desde el zarpe del buque de Valparaíso el 25 de abril de 1819 hasta que a mediados de 1820, en las costas colombianas de Esmeraldas tuvo un encuentro heróico contra la fragata española "Prueba" al mando de Antonio Vacaro, donde Illingworth herido en la cara quedó fuera de la lucha y la corbeta, gravemente dañada, debe abandonar el sitio del combate para refugiarse en la desembocadura del río Iscuandé donde encalla y es incendiada por su tripulación para no caer en poder de las tropas realistas de Melchor Aymerich.
Las operaciones militares de Illingworth con la Rosa de los Andes abarcaron las costas de Perú, Ecuador, Colombia y Panamá. De todos estos lugares, provocó mayor daño al tráfico comercial realista que va desde las costas ecuatorianas a las panameñas en las que hizo varias presas. Debió además hacer frente a la persecución de buques de guerra que iban en su búsqueda. También emprendió ataques a enclaves terrestres bajo dominio realista, especialmente en las costas colombianas. Esto se debió a que tras la victoria del general Simón Bolívar en la batalla de Boyacá el 7 de agosto de 1819, el capitán inglés decidió modificar su itinerario de navegación para apoyar al venezolano en la liberación de esos territorios, realizando desde ese momento una exitosa campaña por todo ese litoral. Esta campaña consistió en atacar y tomar los poblados costeros que estaban bajo bandera española para dejarlas bajo el control de autoridades que fueran afectas a la causa patriota. 
El historiador colombiano José Manuel Restrepo se refiere a la actuación y aporte de Illingworth con sus operaciones en la zona de la siguiente manera:

“Al benemérito capitán Illingworth, a sus conocimientos náuticos y a su distinguido valor se debió en gran parte la libertad de las costas del Pacífico de la Nueva Granada, que tan útil fue como base de las operaciones para arrojar a los españoles del vasto departamento de Quito.”

Pese a la pérdida de la corbeta chilena, Illingworth y el resto de los tripulantes habrían seguido operando en la zona hasta 1821, y luego tomaron rumbos diferentes, donde una parte de los tripulantes junto con Illingworth decidieron unirse al ejército de Simón Bolívar y otros regresaron a Chile.

## Antecedentes
En 1817 el agente del gobierno chileno en Londres, José Antonio Álvarez Condarco, contactó al marino británico Thomas Cochrane para convencerlo de viajar a Chile y tomar el mando de la marina de este naciente país, y de ese modo que él como marino experimentado dirigiera las próximas operaciones navales que se contemplaban ejecutar en las costas del Virreinato del Perú contra las fuerzas navales realistas. Cochrane aceptó la propuesta de Condarco, por lo que este procuró arrendar una embarcación para llevarlo a él y a otros oficiales que contrató a Chile.
Con el propósito de traerlos al país Condarco hizo un trato con el comerciante inglés Guillermo Henderson que puso a disposición del agente su embarcación mercante como transporte, esta era la corbeta Rose. Para capitanear este buque el agente del gobierno chileno contrató a un teniente de la Royal Navy llamado Juan Illingworth.
Para encubrir la verdadera misión de la corbeta y evitar las sospechas de los agentes españoles se le habilitó falsamente para llevar a cabo un proyecto de colonización en el río Columbia, en la costa norte del Océano Pacífico. Para disimular mejor este proyecto Illingworth y Condarco acordaron en los primeros meses de 1818 dirigirse con la embarcación a Prusia en supuesta demanda de inmigrantes germanos, pero completando el engaño, regresaron furtivamente a Londres para embarcar a los oficiales contratados por Condarco y luego dirigirse hacia Boulogne-sur-Mer, donde se encontraban asilados Cochrane y su familia a los que embarcaron también, zarpando finalmente hacia Chile bajo bandera inglesa. El Rose recalaría en Valparaíso el 28 de noviembre de ese año.  
Posteriormente el gobierno chileno, encabezado por el director supremo Bernardo O'Higgins, se interesó en adquirir la corbeta al observar sus excelentes condiciones navales. Pero debido a la ausencia de recursos el gobierno decidió hacerse con el buque mediante un préstamo de un tercio de la paga del Ejército Unido Libertador de Chile para involucrar en la empresa a sus fuerzas, desde generales hasta el último soldado. Los agentes Antonio Arcos y el propio Henderson representaron los intereses del ejército frente al gobierno, acordando de esa forma los términos para comprar el buque al segundo agente que la ofrecía totalmente equipada por el precio de 100.000 pesos de la época. El gobierno la adquirió en febrero de 1819 para la Armada de Chile, renombrándola como Rosa de los Andes y con el objeto de usarla en operaciones de tipo corsarias. Este buque era en consecuencia más que un corsario propiamente tal, una embarcación de guerra perteneciente al Estado.

## Preparativos para el crucero de la corbeta chilena

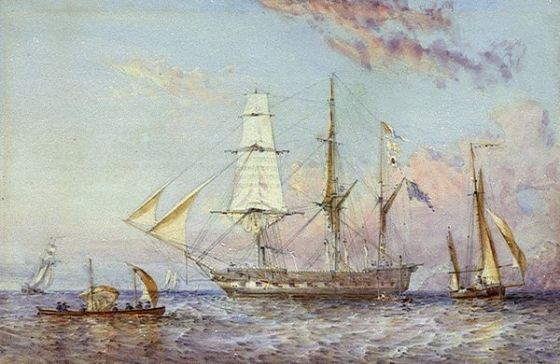
Típica corbeta británica de la época. La Rosa de los Andes fue anteriormente una corbeta de guerra británica que luego fue dada de baja y permaneció inactiva en el río Támesis en espera de ser vendida a particulares, siendo su comprador el comerciante inglés Guillermo Henderson que la ofreció más adelante a Chile.

La corbeta al momento de la compra ya había sido recorrida, armada y pertrechada por su exdueño. Estaba armada con dos baterías; la baja o entrepuente llevaba 22 cañones de 18 lbs, la superior o sobrecubierta tenía 14 carronadas de a 12 lbs. El buque llevaba además 4 embarcaciones menores de los cuales el lanchón principal podía montar 1 cañón de a 12 lbs y recibir 35 hombres a su bordo, las 2 medianas que tenía podían llevar a 20 y la menor a 10, de modo que la corbeta podía contar al mismo tiempo con 80 u 85 hombres para atacar un enclave en tierra. Respecto a las características generales del buque; era una corbeta de 400 toneladas, su andar era de 12 millas y pese a que tenía una arboladura de fragata estaba clasificada como una fuerte y muy velera corbeta de guerra apta para la misión a la que se le quería destinar.
Para llevar a cabo el crucero faltaba realizar el enganche de hombres, poder reunir víveres para seis meses de navegación y otros elementos necesarios, por lo que el gobierno tuvo que desembolsar 15.000 pesos para que la corbeta contara con todo eso. Por su lado el ejército aportó el armamento individual de cada sujeto. La tripulación reclutada sumó un total de 270 hombres de los cuales 190 eran marineros, la mayoría extranjeros, mientras que los 80 restantes eran tropas de desembarco de los que 25 servían como artilleros de tierra. Casi todos los infantes y artilleros de desembarco eran chilenos sacados del ejército.   
Para comandar la nave el gobierno designó al mismo teniente inglés Illingworth, a quien se le otorgó los despachos de capitán de corbeta de la marina chilena. Su segundo sería el teniente de navío irlandés Raimundo Morris, exoficial de artillería del ejército libertador y miembro de la marina chilena. El resto de los oficiales subalternos eran tenientes de nacionalidad inglesa o estadounidense como Samuel Portuds, Guillermo Jones, Simón Seymour y Pedro Mac-Gilvery. El piloto se llamaba Esteban Hort y también había dos médicos ingleses de apellido Ceerulley y Bingham. El contador y amanuense principal eran respectivamente los chilenos José Villareal y Pedro Nolasco Jofré. Para comandar a la infantería de desembarco se designó a un capitán francés llamado Carlos Desseniers, que tenía como jefes subalternos a un capitán chileno de apellido Rico y un teniente francés llamado Cael de Jersieure. En cuanto a los artilleros de desembarco, estos quedaron bajo el mando del alférez chileno Francisco Fierro.
El 24 de abril la Rosa de los Andes se encontraba materialmente preparada para emprender el crucero, pero antes de zarpar se llevaron a cabo en ese día las capitulaciones o acuerdo de reparto de presas por escritura pública entre los tripulantes del buque y los representantes del ejército que respondían por sus intereses. Según estas capitulaciones las presas se dividirían en mitades entre los captores y los que avalaban su expedición naval, pero Illingworth conservaría 20 partes de la presa para distribuirlas entre los más valientes de sus tripulantes. El primero en abordar un buque enemigo recibiría tres partes de presa y los doce siguientes, dos cada uno. A quien avistara primero las velas de buques enemigos le doblarían su parte a fin de estimular la vigilancia. En cuanto al ebrio, indisciplinado o ladrón no se le daría su parte. Respecto del total capturado, se les dejarían un ½% a los inválidos y a los consignatarios comunes, Arcos y Henderson, el 10% de los productos.
Señalar que para esos momentos se encontraba vigente un Reglamento de Corso dictado por el gobierno en noviembre de 1817 y un Reglamento de Presas dictado en enero de 1819. Ambos regulaban el accionar de los variados corsarios que operaban en esos momentos.

## Comienzo de la expedición
El 25 de abril zarpaba de Valparaíso la corbeta Rosa de los Andes rumbo al norte. El objetivo de su crucero era recorrer en corso las costas que van desde el Perú hasta California, y luego extender sus operaciones a las Filipinas y sus inmediaciones. También tenía como fin político y militar apoyar en lo posible los esfuerzos patriotas que se realizaban en las costas americanas.
El 4 de mayo el buque chileno navegaba en alta mar, y estando en los veintiséis grados de latitud sur, capturaba a su primera presa que era la fragata mercante española Vascongada, llamada también Los Tres Hermanos, procedente del puerto peninsular de Santander y con destino al Callao. La presa con su rica mercancía avaluada en más de 200.000 pesos es enviada inmediatamente a Valparaíso, mientras que la corbeta prosiguió su viaje al norte.

## En las costas peruanas y persecución de buques de guerra realistas
Durante el trayecto del buque a las costas peruanas y al entrar en ellas el capitán Illingworth hizo detener a cada embarcación que se avistaba para verificar su nacionalidad, y si esta era una nave neutral la dejaba ir. Si bien la medida estaba permitida, esto generó varias quejas de los capitanes de esos buques al gobierno chileno por la interrupción de su navegación. 
Para esos momentos no muchas embarcaciones de comercio español andaban libremente en esas costas debido a la alarma creada por la variedad de corsarios chilenos que rondaban la zona desde 1817, y también por la presencia de la escuadra naval chilena al mando de Cochrane que operó en esos mares desde mediados de enero hasta comienzos de mayo. Illingworth no tuvo por esta razón muchas posibilidades de capturar mercantes en estas latitudes. 
Sin embargo, la presencia de este buque chileno llamó la atención del virrey del Perú Joaquín de la Pezuela, quien aprovechando que ya Cochrane se había retirado de estos mares, ordenó que algunos de los buques de guerra y mercantes armados para hacer la guerra con los que disponía salieran del Callao para capturar o destruir a la Rosa de los Andes y también a cualquier buque insurgente que estuviera hostilizando el comercio del virreinato. Con este objeto salieron para distintos rumbos las fragatas de guerra Esmeralda y Venganza, las fragatas armadas Begoña y Piedad, la corbeta armada Sebastiana, el bergantín armado Pezuela, entre otros.

## Acción naval frente a la isla de Puná

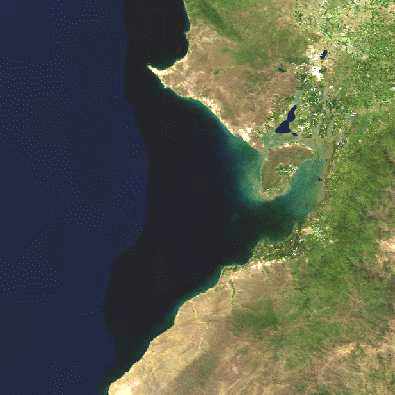
Foto satelital del golfo de Guayaquil.

Al enterarse el capitán Illingworth de esta situación debió alejarse un poco de la costa a mar adentro y usar bandera española para burlar la persecución de esos buques. De esa manera pudo evitar en los mares peruanos a las embarcaciones que salían en su búsqueda y navegar nuevamente apegado a la costa al entrar en el litoral ecuatoriano para hacer presas. Pero en la mañana del 24 de junio al navegar a la altura de la isla de Puná, en el golfo de Guayaquil, se topó con la fragata Piedad que venía por el canal de Jambelí, a un costado de la ya mencionada isla. Este buque, con una tripulación de 150 hombres y armada con 2 cañones de 24 libras y 14 cañones de a 12 libras, estaba bajo el mando del capitán José Vázquez Lavandera, y por ser más liviano su unidad había sido destinada a revisar todas las bahías y ensenadas del litoral ecuatoriano para hallar al buque chileno. 
La Rosa de los Andes que se mantenía navegando con bandera española se fue acercando a la Piedad, y al estar a distancia de tiro, cambió esa bandera por la chilena y se desató un feroz combate a corta distancia entre ambos buques.

“A las 9 A.M. se habían acercado tanto ambos buques, que ya era imposible evitar un reconocimiento, i por consiguiente un combate a muerte…De pronto una blanca nube cubrió la arboladura del corsario i al eco sordo de un cañonazo, arriase la bandera española enarbolándose en lugar de ella el estandarte de Chile. No esperaba otra cosa la fragata enemiga, pues inmediatamente presentó las dobles baterías de sus costados i lanzó sobre la corbeta una lluvia de proyectiles que pasaron silbando por entre las jarcias de su arboladura. Al estrago producido por los cañones de una i otra parte, se agregó luego el de la fusilería colocada en las vergas de ambos buques: los combatientes percibían claramente las voces de mando i el lamento de los heridos: ¡tanto llegaron a acercarse!”
Relación de Jovino Vieytes a la Sociedad de los Amigos del País (1869), citado por B. Vicuña Mackenna en su libro "Relaciones Históricas, Tomo I".

El combate se prolongó aproximadamente entre ocho a nueve horas en las que se produjeron varias bajas humanas en ambos lados y graves daños en la estructura de sus respectivos buques. Los intentos de abordaje de uno y del otro fracasaron, manteniendo ambos a raya a su rival con sus fuegos de cañón y fusil. Sin embargo, a las horas finales del encuentro la Piedad se vio obligada a retirarse maltrecha hacia el puerto de Guayaquil para ponerse bajo la protección de las baterías del lugar y también informar al gobernador de la plaza, el brigadier Juan Manuel de Mendiburu, de la presencia de la embarcación insurgente. En este combate la Rosa de los Andes había sufrido varias bajas entre muertos y heridos, la tercera parte de sus tripulantes según algunas fuentes, debido a la duración de la acción. La corbeta estaba seriamente dañada en su casco, su quilla estaba bastante destrozada, el palo de bauprés y el timón estaban inutilizados y las velas convertidas en jirones.   
A la mañana siguiente del combate Illingworth se encontró en las inmediaciones del lugar a dos balleneros estadounidenses que le ayudaron a reparar improvisadamente las averías de la Rosa de los Andes, que por poco se iba a pique por la debilidad de su quilla, y algunos de los marineros de esos buques se unieron voluntariamente a la tripulación del buque chilena a pesar de la protesta de sus capitanes. Luego de esto se dirigió a las islas Galápagos, donde pasó todo el mes de julio refugiado en una ensenada del lugar para poder eludir la persecución de otros buques de guerra realistas, completar las reparaciones del buque, curar a los heridos del combate, reunir provisiones y refrescar a la tripulación.

## Ataque a la isla de Taboga y negociación con el gobernador de Panamá

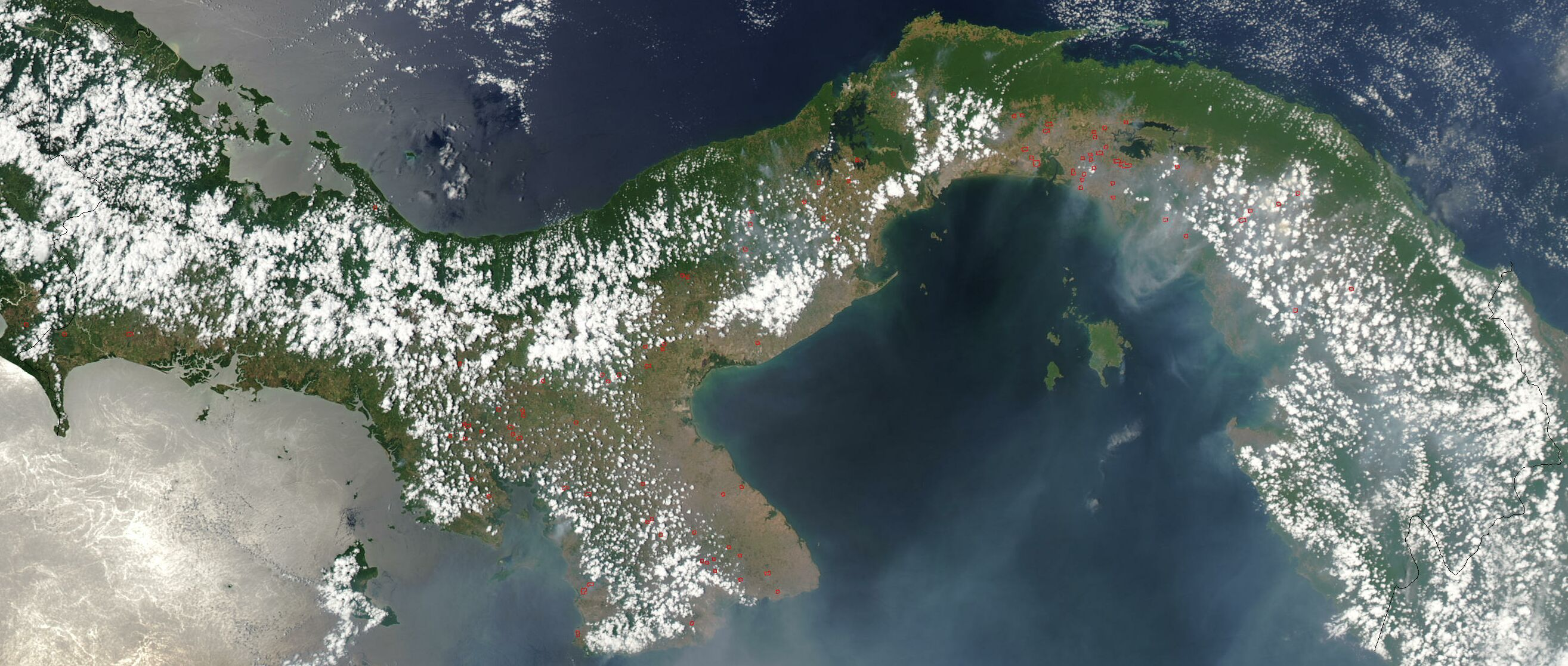
Foto satelital del golfo de Panamá.

Rehecho Illingworth del combate anterior y ya sin buques de guerra realistas en su persecución, porque su búsqueda había cesado, resolvió volver a acercarse al continente para seguir sus operaciones y dar un golpe en algún enclave terrestre que sorprendiera a los realistas. El objetivo que tuvo en mente para atacar fue la posición fortificada que estos tenían en la isla de Taboga, ubicada dentro del golfo de Panamá y a unos 20 km de la ciudad de nombre homónimo que defendía y que era punto casi obligado de atraque para los buques que llevaban mercaderías. Con ese objeto zarpó de las Galápagos a comienzos de agosto para ir directamente hacia esa isla.
A mediados de septiembre la Rosa de los Andes ingresó al golfo panameño y al pasar por la isla de Otoque, que esta cerca de Taboga, apresó al bergantín Cantón que traía un cargamento avaluado en 60.000 pesos. En este bergantín venía a bordo el joven Vicente Rocafuerte, futuro presidente de Ecuador, que se embarcó en el Perú por orden del virrey Pezuela para alejarlo de la lucha emancipadora. Rocafuerte llevaba con él una apreciable cantidad de oro, que constituía su fortuna personal, y que fue respetado por Illingworth al notar su carácter de americano y neutral. Tan caballeresco proceder es mencionado, años más tarde, por el mismo Rocafuerte.
El 17 de septiembre Illingworth se pone con la Rosa de los Andes frente a la Isla de Taboga con el objeto de iniciar el ataque. En esta isla había un pequeño poblado que estaba defendido por una fortificación a barbeta, atacable solo por su frente, y que tenía 5 cañones de 14 libras operado por 25 artilleros. A esto se sumaba una guarnición compuesta por una compañía del veterano batallón Cataluña, 60 fusileros reclutados de la población que era bastante afecta a la causa realista, los tripulantes de un bergantín y 2 lanchas cañoneras con su respectiva tripulación. 
A las 2 h. 30 m. P. M. de ese día se dio inicio al ataque, en la que Rosa de los Andes maniobró para ponerse en facha y a tiro de pistola de la batería y de las cañoneras realistas a las que les descargó un nutrido y certero cañoneo que fue inmediatamente respondido. Pero después de un cuarto de hora de cañoneo, la batería realista disminuyó sus fuegos y sus servidores empezaron a dar muestras de tener intenciones de retirarse. Ante esa situación Illingworth hizo desembarcar a las tropas de mar a cargo de su jefe el capitán Desseniers para tomar la plaza, y simultáneamente ordenó a los tenientes Jones y Mac-Gilvery que con un grupo de marineros se embarcaran en alguna de las lanchas de la corbeta y se apoderaran de las cañoneras realistas. El ataque a la isla se realizó a la vista de las autoridades de Panamá que no podían auxiliar a sus fuerzas.   

“La Compañía, al mando de su capitán don Carlos Dessenieres se desembarca, pasa por los peñascos al asalto de la batería i se apodera de ella. La fragata puesta al momento a la vela, sigue la marcha de la tropa i de las lanchas: aquélla salta de la batería a la playa, carga al enemigo a la bayoneta, le rechaza de sus posiciones tomándole algunos prisioneros i armas i se apodera del pueblo sin pararse. Mientras tanto nuestras lanchas al mando de los tenientes E. Jones i Mac-Gilvery ganan las dos cañoneras al abordaje.”
Parte de Illingworth al ministro de guerra y marina de Chile José Ignacio Zenteno, fechado el 20 de septiembre de 1819 en la isla de Taboga.

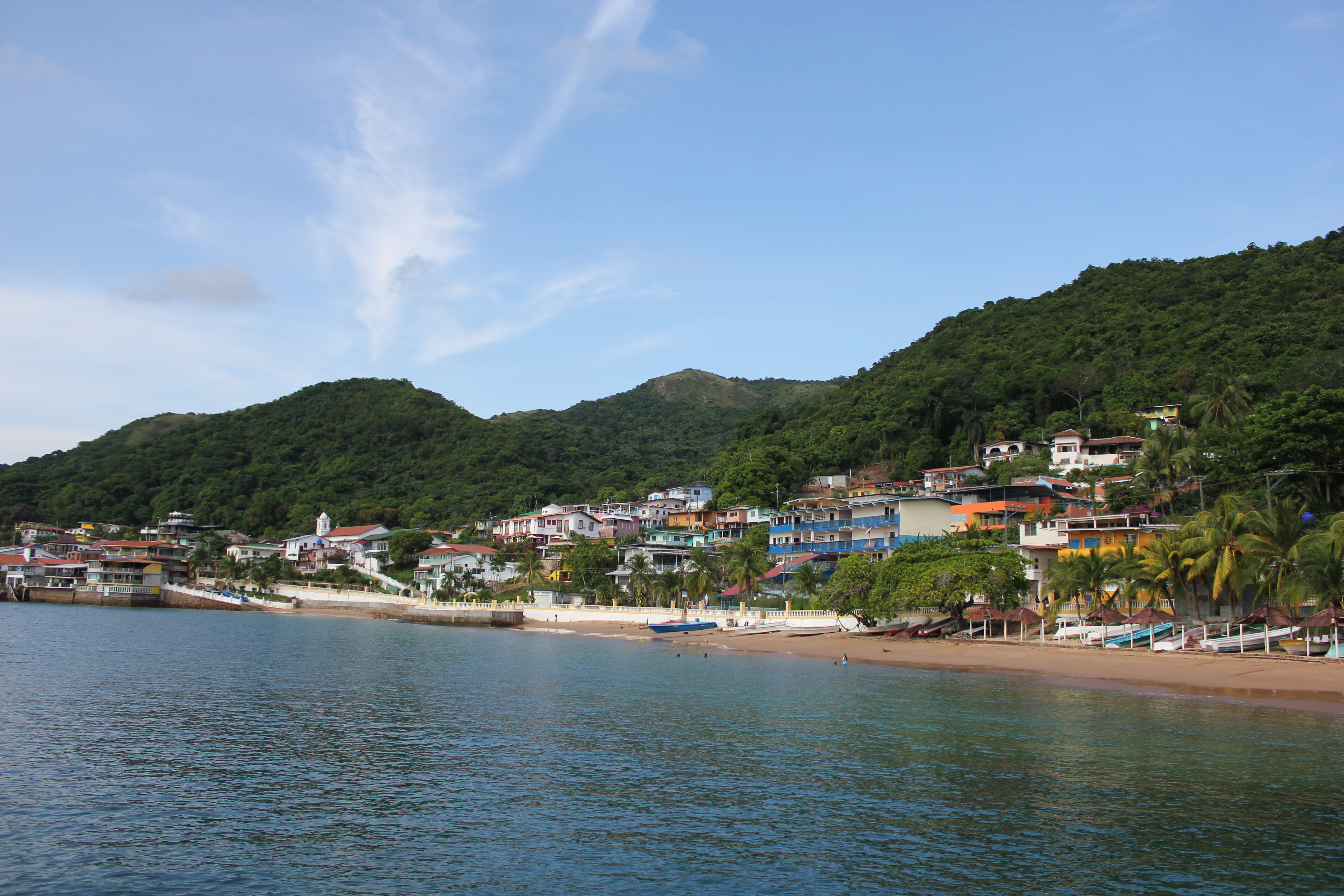
Vista actual del pueblo de Taboga desde el muelle principal de la isla.

Los realistas en tierra, totalmente sobrepasados por el enérgico ataque, rompen filas y se dispersan en completa derrota. Los patriotas en el ataque solo tuvieron 3 heridos leves, entre ellos el alférez chileno Francisco Fierro, mientras que los realistas sufrieron varias bajas entre muertos y heridos, siendo estos últimos tomados prisioneros. Aunque otros tantos lograron fugarse al interior de la isla, siendo capturados algunos de ellos en los días subsiguientes al combate. 
Dueño de la isla y dejando una guarnición en ella Illingworth se dirigió con su corbeta a la entrada del puerto de Panamá para bloquearla, ya que no contaba con los medios necesarios para intentar tomar esa poderosa posición fortificada que era defendido por el grueso del batallón Cataluña y varias unidades milicianas. En uno de los días siguientes hizo acercar al puerto 2 botes con bandera de parlamento para entrar en comunicaciones con el mariscal de campo Alejandro de Hore, que era gobernador del istmo, para proponerle un canje de prisioneros. Este canje consistía en entregar los prisioneros realistas tomados en la isla de Taboga por los prisioneros británicos de la derrotada expedición del general Gregor MacGregor a Portobelo de mediados de ese año. Illingworth tuvo conocimiento de esos prisioneros, que de los 470 capturados y encerrados en las mazmorras de la fortaleza de Panamá quedaban vivos solo 156 en condiciones lamentables. Sin embargo, el gobernador español se rehusó en forma tajante a realizar el canje por lo que Illingworth al ver frustrada su tentativa volvió a Taboga. Al regresar a la isla, con la intención ya de zarpar al siguiente día para proseguir su crucero, ordenó el aprovisionamiento de la corbeta con lo que había en el lugar, que se clavaran los cañones de la fortificación y que se procediera con la destrucción de toda embarcación que hubiera en la isla para privarles a los realistas una salida de ella.  
Antes de la partida de Illingworth se produjo un incidente. Un pequeño grupo de los tripulantes de la Rosa de los Andes, engañados por dos pobladores de la isla, cayó en una celada preparada por alguno de los fugitivos realistas que no fueron tomados prisioneros en el combate del día 17 y en los días siguientes. Enterado el resto de los tripulantes de este ataque e irritados por el engaño, procedieron a la persecución de los culpables y a la destrucción total del poblado. Más tarde el pueblo sería reedificado.
Las acciones de la Rosa de los Andes, así como la amenaza general en el mar de otros corsarios y la escuadra chilena, provocó que se detuviera bruscamente el comercio que había estado floreciendo durante la última década en las costas panameñas del Pacífico, lo que a su vez generó que se recrudeciera el clima social y político en el istmo.

## Campaña militar en el litoral colombiano

Región del Pacífico de la actual Colombia.

En la estadía en las costas panameñas Illingworth se había enterado del gran triunfo militar que el general Simón Bolívar había obtenido durante su campaña libertadora en Colombia en la Batalla de Boyacá el 7 de agosto, y de su posterior entrada a Santafé de Bogotá el 10 de agosto. Este revés que sufrieron los realistas había provocado el colapso del Virreinato de Nueva Granada, el exilio del último virrey efectivo Juan de Sámano y la retirada general de las fuerzas realistas a otras regiones periféricas del territorio colombiano para organizarse y proseguir la lucha. Los patriotas tenían ahora el control de todo el interior de esta región mientras que los realistas se habían tenido que concentrar en dos puntos. El primero de ellos eran los principales poblados que dan al mar del Caribe que son Cartagena de Indias, Santa Marta y Riohacha, y el segundo punto, eran los poblados de Popayán y Pasto en el sur, así como también las poblaciones del litoral que dan al mar del Pacífico.    
Ante este panorama, y con el acuerdo de los tripulantes de la Rosa de los Andes, Illingworth modificó su itinerario de navegación y tomó la decisión de llevar a cabo una campaña formal a lo largo del litoral colombiano del Pacífico para colaborar militarmente en los esfuerzos de Bolívar por lograr el control de toda Colombia. El capitán inglés buscó entablar comunicaciones con los patriotas en distintos puntos de la costa para obtener información de la situación realista y de los avances que habían logrado los patriotas en el interior luego del triunfo de Boyacá.  
El territorio en el que iba a operar Illingworth se extiende desde el Chocó hasta Esmeraldas. La región en la parte más costera es geográficamente accidentado, con una variedad de arrecifes y corrientes que hacen arriesgado la navegación. En tierra esta recorrido por varios ríos caudalosos y profundos que constituyen generalmente las únicas vías de comunicación en una región mayoritariamente selvática, donde impera el clima tropical húmedo típico de selva con temperaturas mayores de 24 grados todo el año y lluvias permanentes. Un poco más al interior hay una serie de valles profundos con varios poblados que terminan en la Cordillera de los Andes y que encierra gran parte de ese territorio por el este. La población natural en el sector costero, escaso por las condiciones del terreno, son tribus indígenas y personas de raza negra o mulatos. A ellos se agregan los poblados más numerosos de los hispanos. 
Pese a las condiciones difíciles del terreno, en los sectores costeros del sur colombiano existen varias riquezas como oro, plata y otros minerales que habían generado fortuna a las autoridades y pobladores que se habían asentado en el lugar desde el periodo de la conquista. En los poblados de esta zona se habían concentrado una parte de las fuerzas realistas, desde el valle del Cauca al sur. El gobernador militar de toda esa zona en esos momentos era el general Sebastián de la Calzada, que residía en la ciudad de Popayán, y tenía como jefe subalterno en los valles y minas de la costa a Manuel Silvestre Valverde, que era tesorero real y hombre de gran influencia en la zona.

### En la isla de Gorgona y plan de operaciones de Illingworth
Al salir de las costas de Panamá Illingworth navegó hacia el sur y recaló en la isla de Gorgona el 1 de octubre. En este lugar rescató a dos oficiales patriotas que habían sido confinados en esta isla por los realistas de Popayán, y con la información que obtuvo de ellos sobre la situación militar del valle del Cauca y la zona costera de la provincia de Popayán, concibió en los primeros días de ese mes un plan de operaciones para sacar a los realistas de todo ese territorio. 
Desde el río Esmeraldas en el sur hasta la bahía de Buenaventura en el norte, los realistas tenían cuatro posiciones fortificadas en la costa que eran los poblados de Esmeraldas, Tumaco, Iscuandé y Guapi, aunque igual había otros poblados de los alrededores sostenidos por algunas partidas de tropa. El poblado de Guapi era el centro del sistema defensivo costero, ubicado a cinco leguas al interior, pudiendo ingresar a ese lugar por el caudaloso río de nombre homónimo. Más al interior de este poblado estaba ubicado el real de minas llamado Santa María que era el asiento de la gobernación de Valverde, siendo además la llave de las posiciones realistas en las costas colombianas que caen al Pacífico. Esto se debe a que por sus costas y vecindades atravesaban los dos caminos que conducían al interior del país, el de Barbacoas hacia el sur y el de Guapi directo hacia Cali y Popayán.

### Toma de Guapi

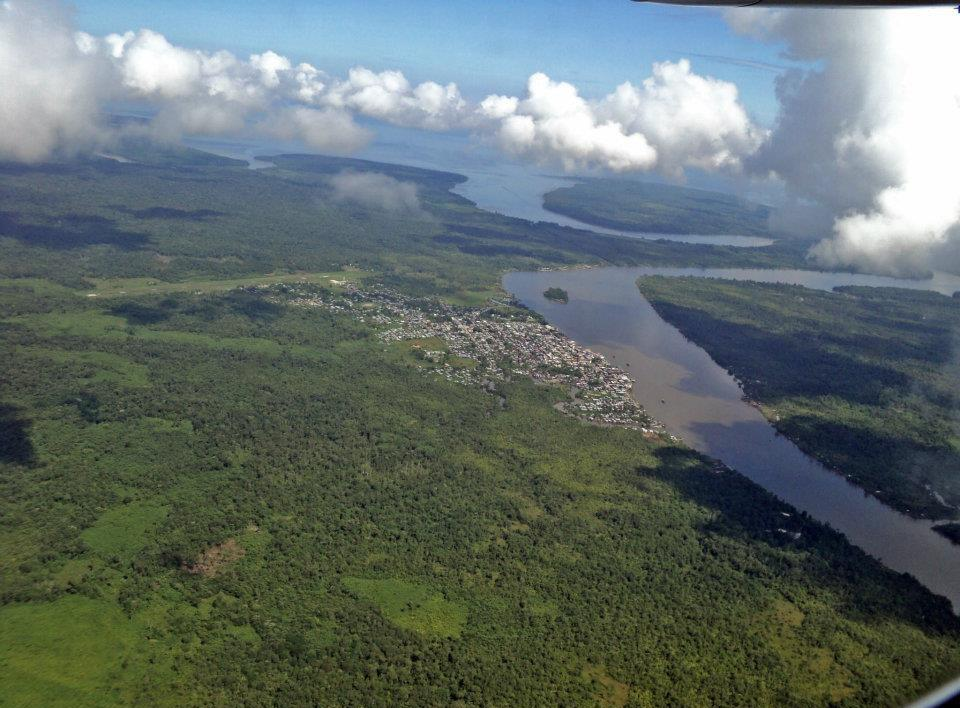
Vista aérea del poblado de Guapi.

El primer punto fortificado de los realistas que se atacaría sería Guapi, por lo que el 28 de octubre daba fondo en la embocadura del río del mismo nombre la corbeta. El poblado de Guapi estaba defendido por un fuerte con 6 cañones y algunos pedreros servidos por un cuerpo de artillería, 85 fusileros del batallón veterano de Cataluña y algunos pobladores regularmente armados ante cualquier eventualidad.
El plan de Illingworth para tomar Guapi era realizar un ataque sincronizado por el río y por tierra. Para este objeto se desprendió de la corbeta chilena 4 lanchas con marinería a cargo de los tenientes Jones y Mac-Gilvery para que remontaran el río, y a 40 soldados de desembarco a cargo del capitán Desseniers para que marcharan por tierra. 
Moviéndose ambas fuerzas durante la noche atacaron sorpresivamente la plaza fortificada a las 6 A. M. del 29 de octubre. El ataque fue iniciado por los marineros desde río y luego por las tropas de desembarco. Desseniers que mandaba estas últimas, dividió sus fuerzas en tres pelotones, procediendo de inmediato a acometer la plaza a punta de bayoneta apoyados por los marinos mandados por Jones y Mac-Gilvery. Los realistas, conmocionados con este repentino e inesperado ataque, fueron rápidamente sobrepasados y vencidos. 
Los hombres de Illingworth tomaron Guapi sin sufrir ninguna baja, mientras que los realistas tuvieron 5 muertos y 3 heridos, siendo el resto tomado prisionero o dispersado. La artillería, 50 fusiles y algunas municiones fueron tomados. Igualmente fueron apresados un bergantín y una goleta que estaban en el lugar cargadas con variada mercancía, aunque el bergantín encalló en un banco de arena y se perdió. Unos pocos soldados y pobladores armados se dirigieron al real de Santa María para dar la alarma al gobernador Valverde. 
Después de haber tomado esta plaza Illingworth hizo nombrar nuevas autoridades que fueran afectas a la causa patriota, y luego zarpó de ese lugar para tomar otros poblados que estaban dominados por los realistas.

### Ocupación de otros poblados de la costa de Popayán y el valle del Cauca
El capitán Illingworth ocupó a comienzos de noviembre el poblado de Iscuandé sin mucha resistencia de parte de las fuerzas realistas. De igual forma que en Guapi, hizo que se nombraran nuevas autoridades y prosiguió sus acciones en la zona. 
Para esos momentos la situación realista se había agravado enormemente en todo el sur del territorio colombiano. En el interior el general Calzada se había visto obligado a retirarse de Popayán a Pasto y el gobernador Valverde debió obrar de la misma forma, ya que una fuerte división patriota comandada por el coronel Joaquín París Ricaurte se había dirigido a esa ciudad y la ocupó a mediados del mes anterior. Mientras tanto que en el litoral se estaba mermando la presencia de los realistas en gran parte de ese territorio por las operaciones que emprendía Illingworth. 
Con el apoyo que le brindaron algunos lugareños de la zona, a los que dirigió y armó con los elementos que tenía, se apoderó durante ese mes de varios poblados como Micay y el puerto de Buenaventura, donde hizo izar la bandera chilena, y batió a las partidas realistas de casi todo el sector quedando solo en poder de estos los poblados de Tumaco, Barbacoas y Esmeraldas. En todos los lugares tomados por Illingworth fueron nombrados nuevas autoridades que estuvieran a favor de la causa patriota, formándose un gobierno independiente "bajo los auspicios del gobierno de Chile" como diría el inglés en sus comunicaciones oficiales que posteriormente le haría llegar al ministro de guerra y marina de Chile José Ignacio Zenteno.
El ministro Zenteno en un oficio al capitán inglés que luego recibiría le manifestaba la aprobación de O'Higgins por el proceder que tuvo en aquellos poblados.

“En el ínterin, U., haciendo aprender en la escuela de la experiencia la desigualdad de objetos entre los independientes i los tiranos, se persuade el exemo. señor director supremo que se atraerá a todos aquellos que, por desgracia mal convencidos, desconocen aun sus propios derechos, teniendo advertido que ha sido mui de la aprobación de S.E. la comportacion de U. en esos pueblos respecto de sus vecinos en la eleccion de su gobierno. Así me ha ordenado el S.E. el director supremo lo comunique a U., como tengo el honor de verificarlo contestando a sus recomendables citadas notas.”
Oficio del ministro Zenteno al capitán Juan Illingworth, fechado el 24 de abril de 1820 en Santiago.

Luego de estas acciones Illingworth se hizo nuevamente a la mar con la Rosa de los Andes para seguir hostilizando por breve tiempo el comercio. A la altura de la isla de Gorgona apresó, luego de una persecución de seis horas, a un bergantín cargado de cacao, y en Bahía de Caráquez hizo que se acercaran unos botes con 30 hombres para que sustrajeran algún buque. De ese lugar sacaron, después de variados esfuerzos que duraron cinco días y sin ser avistados, al bergantín Resolución que estaba en la playa desaparejado y con la tercera parte a su bordo de un cargamento de madera. Este buque sería remitido a Chile como buena presa, y para informar al gobierno de todas las operaciones que se habían emprendido hasta ese momento. Llegaría en los primeros días del siguiente año.

### Toma del puerto de Tumaco

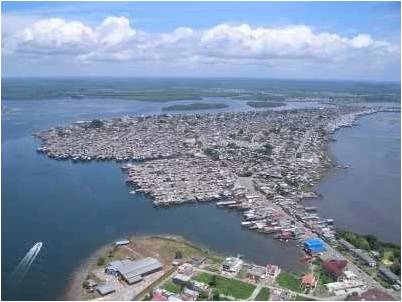
Vista aérea del puerto de Tumaco.

El 8 de diciembre Illingworth se acercó al puerto de Tumaco con la intención de observar la situación de esta última plaza fortificada que tenían los realistas en las costas del Popayán. Este puerto, por la utilidad que prestaba para desplazar tropas realistas por mar y ante las correrías del buque chileno, había sido convenientemente reforzada su defensa con los auxilios que se le enviaron desde Quito, Barbacoas y Esmeraldas. En el lugar había 6 cañones que dominaban todas las avenidas y una guarnición de 200 soldados bien pertrechados. Además el comandante de esta plaza estaba prevenido de hace seis semanas de las andanzas de un buque patriota, por lo que no podía ser sorprendido por un ataque. Pese a las dificultades que significaba atacar este lugar, Illingworth decidió realizarlo.
Al comenzar el atardecer del día 9 se da inicio a la acción. Illingworth hace embarcar en 3 lanchas a 60 hombres escogidos a cargo de Desseniers, Jones y Mac-Gilvery para que avancen de frente a las posiciones realistas mientras que él cubría con los disparos de la corbeta este movimiento.

“Hice embarcar a la una de la tarde de ayer sesenta hombres (oficialidad, soldados i todos contados) en tres lanchas. Antes de llegar a tiro del enemigo les vino el viento i corriente en facha. Pero no obstante esta dificultad que les esponia a ser el blanco, avanzan las lanchas derecho al fuego enemigo; desembarcan en frente i debajo de los cañones; saltan al mismo tiempo por la estacada i parapeto; rechazan al enemigo a la bayoneta, persiguiéndolo con ardor hasta perderlo en el monte i habiéndole tocado en seguida llamada, se cambió en el acto la bandera española por el estandarte de Chile.”
Parte de Illingworth al ministro de guerra y marina de Chile José Ignacio Zenteno, fechado el 10 de diciembre de 1819 en la bahía de Tumaco.

Con una acción bastante aventurada se logra vencer completamente a los realistas desalojándolos de sus posiciones, capturando los cañones y otras armas, algunos prisioneros y dispersando al resto. Illingworth en su parte oficial del combate, además de aprobar la buena conducta de los jefes y hombres en general, hace una mención especial al chileno José Villareal por su actuación durante el ataque.
Con el puerto en poder de Illingworth, y repitiendo lo que hizo en otros poblados, hizo nombrar nuevas autoridades en este lugar.

### Reducción de la tripulación y proyecto para invadir Panamá
Habiendo asegurado todos los poblados costeros del Popayán y el valle del Cauca, al expulsar a los realistas y dejar guarniciones formadas por los lugareños de la zona, y al nombrar autoridades a favor de la causa patriota que pronto decidieron unir el territorio a la naciente República de la Gran Colombia, Illingworth zarpó rumbo a las costas panameñas para seguir su crucero.
Tenía como objetivo el volver a hostilizar el golfo de Panamá, pero también poder dar algo de descanso a sus tripulantes en los alrededores aprovechando el clima más benigno de la zona. Los combates, las trasnoches y las fiebres producidas durante sus operaciones en la costa sur de Colombia habían mermado a sus hombres. Para esos momentos la tripulación de la corbeta había disminuido en seis meses a la mitad.

“La fuerza de esta corbeta se halla reducida a ciento sesenta plazas, oficialidad, marineria i militares. La mitad se compone de los dignos hijos de Chile i la otra de ingleses. Pero, señor, no se encuentra variedad ni distinción en el valor i amor que todos ellos a porfía demuestran delante del enemigo.”
Parte de Illingworth al ministro de guerra y marina de Chile José Ignacio Zenteno, fechado el 10 de diciembre de 1819 en la bahía de Tumaco.

En esos días Illingworth hizo contacto con el gobernador de la provincia del Chocó, coronel José María Cancino, con quien colaboró en la defensa de esa provincia de las incursiones realistas que bajaban por los ríos interiores desde el Caribe. Cancino también le pidió apoyo para un plan que estaba elaborando, por órdenes superiores, para llevar a cabo una invasión a Panamá que aún se mantenía bajo dominio realista. Su plan consistía en atacar el istmo por tres frentes al mismo tiempo: por el Pacífico debía hacerlo Illingworth, por el Caribe el corsario francés Louis-Michel Aury a quien contactó desde su base en la isla de Providencia y por el Darién las fuerzas gran colombianas con el apoyo de los indígenas Kunas, que eran favorables a la causa patriota. Pese a que el plan era viable, los trastornos durante el desarrollo de la guerra en Colombia hicieron que nunca se ejecutara la invasión.

### Contacto del gobierno de la Gran Colombia con el de Chile a través de Illingworth

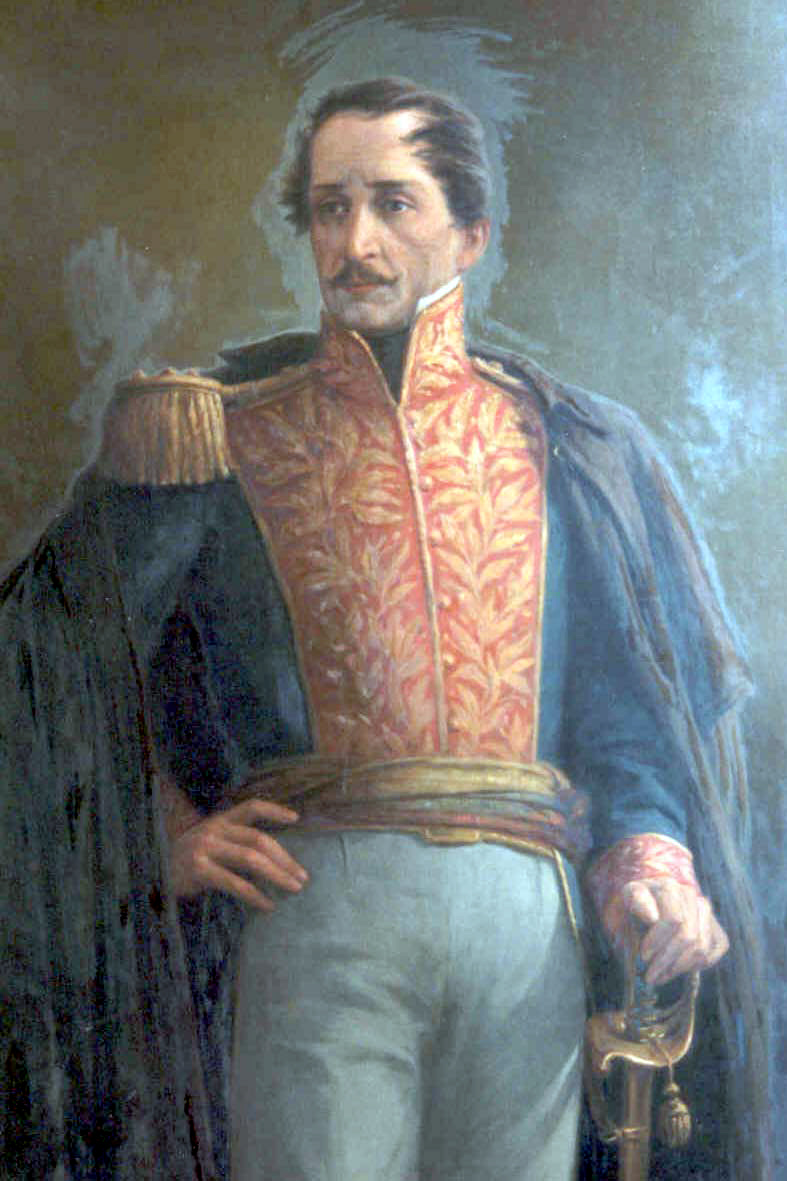
Francisco de Paula Santander, militar y político colombiano que fue uno de los principales líderes patriotas junto con Bolívar en afianzar la Gran Colombia.

Las relaciones entabladas entre Cancino y Illingworth permitieron a este último entrar igualmente en comunicaciones en diciembre con el general Francisco de Paula Santander, que por designación de Bolívar ejercía la vicepresidencia de la Gran Colombia.
Santander, falto de medios militares para emprender campañas enérgicas en los territorios que aún estaban bajo dominio realista, le había manifestado su intención a Illingworth de pedir ayuda al gobierno chileno para obtener esos elementos. Con este objeto dispuso que el capitán José Antonio Muñoz, que era el secretario y segundo de Cancino, se dirigiera a Chile a conseguir apoyo militar. Para que emprendiera el viaje hacia Chile Illingworth le facilitó el bergantín Ana, que era una de las presas que había hecho durante sus correrías.
El capitán Muñoz zarpó en ese mismo mes de Buenaventura para cumplir su tarea, llevando también un oficio de Santander y los informes de Illingworth de sus operaciones militares. Llegó a Valparaíso a finales de marzo, poniendo de inmediato en conocimiento a las autoridades chilenas de la situación militar de la Gran Colombia y de la necesidad de conseguir armas, municiones, equipos, buques, etc, para realizar nuevas campañas. Su misión sería todo un éxito.

### Del Pacífico al Caribe por el río Atrato

Mapa que muestra gran parte del río Atrato hasta su salida al Caribe en el golfo de Urabá. El punto de partida de la incursión de Illingworth que es Cupica no se alcanza a ver en la parte inferior del mapa.

A mediados de enero de 1820 se había anunciado que una expedición realista proveniente de Cartagena de Indias se movía por el río Atrato para atacar por la espalda a los patriotas que ocupaban el Chocó. Esta expedición era probablemente la comandada por el capitán realista Carlos Ferrer y Xiques, que venía con una fuerza de 200 hombres y 4 o 5 lanchas armadas para lograr su cometido. El capitán Illingworth, que se encontraba con la Rosa de los Andes en la bahía de Cupica, obtuvo de los indígenas ribereños vagas noticias de esas fuerzas. 
Con la información recibida Illingworth tuvo la osada idea de internarse por el istmo de Cupica, en la parte baja del Darién, hasta el Atrato para interceptarlos y desbaratar esa fuerza. Emprendió personalmente esta incursión junto a 100 hombres, algunos de ellos reclutas de la zona, y llevando en los hombros la lancha mayor de la corbeta para utilizarla cuando fuera necesario. En Cupica dejó a cargo de la corbeta al teniente Morris junto a un grupo de sus marineros.
Desde la bahía de Cupica siguieron el curso de un río al interior que se vacía en esa bahía, y atravesando una cumbre que es baja, descendieron en el río Napipi hasta el Atrato. Al no encontrar a los realistas en los alrededores prosiguieron la incursión al interior, pasando por distintas aldeas indígenas de la zona, hasta salir a las costas caribeñas en el golfo de Urabá el 4 de febrero. En este lugar tampoco divisaron a los realistas por lo que se decidió regresar al Pacífico por la misma ruta hasta Cupica, lo que se cumplió a finales de ese mes no sin tener que lamentar algunas bajas por las fiebres y otros males. Durante todo este recorrido de ida y vuelta debieron hacer frente, además de la calor y la fatiga, al difícil terreno selvático y pantanoso, algunas cimas escarpadas y a la corriente de los ríos de la zona.
Al regresar al Pacífico apresaron dos bergantines con mercancías que venían de Guayaquil, uno de ellos llamado Liberabo, que fue luego enviado a Valparaíso a cargo del chileno Villareal y que llegó a ese puerto el 9 de abril.
Pese a que la incursión de Illingworth con su destacamento no logró hallar en ninguna parte a los realistas, la ejecución de la misma fue una clara demostración de decisión y capacidad para llevar a cabo cualquier movimiento militar necesaria para proteger las costas colombianas del Pacífico.

### Ofensiva realista en las costas de Popayán y el valle del Cauca
Mientras Illingworth realizaba la incursión en el río Atrato, una división realista de 2.000 hombres comandada por el general Calzada había recapturado por sorpresa la ciudad de Popayán el 24 de enero, y desde ese lugar extendió sus operaciones militares a todos los territorios de los alrededores que estaban en posesión patriota. Esta ofensiva de los realistas se había hecho con los refuerzos enviados por la presidencia de Quito liderada por el general Melchor Aymerich.  
El general Calzada envió algunos destacamentos a las costas de Popayán y el valle del Cauca por el camino de Barbacoas y Micay para obtener la reconquista de toda la zona. El gobernador Valverde que había regresado a su puesto en el real de Santa María aprovechó estos refuerzos, y valiéndose de la influencia que tenía sobre los indígenas y negros de la zona, los hizo levantar en armas y los dejó bajo el mando de un feroz caudillo llamado Trelas. En poco tiempo los realistas se hicieron nuevamente con el control de casi todos los puntos que el año anterior Illingworth había tomado y expulsar a las autoridades patriotas de la zona, obrando ahora por lograr la pronta reconquista de todo el litoral.

### Contraofensiva de Illingworth
Enterado de la situación en el sur del litoral colombiano, al recalar en Buenaventura luego de su regreso al Pacífico, aprestó a su gente y enfiló con la Rosa de los Andes a Iscuandé, donde llegó el 2 de marzo. En este lugar, que estaba en poder patriota, concertó con algunas partidas aliadas que quedaron a su mando la recuperación de las zonas reconquistadas del litoral por Valverde.
El 4 de marzo, al atardecer, Illingworth con los tripulantes de la corbeta y las partidas aliadas comenzaban a ejecutar el plan para expulsar nuevamente a los realistas.

“Bajamos con la corbeta a la boca del Jimbiqui, el día 4, invadiendo, en aquella misma tarde, los cinco ríos de Hapí, Guají, Jimbiqui, Laija i Micay.”
Parte de Illingworth al ministro de guerra y marina de Chile José Ignacio Zenteno, fechado el 17 de marzo de 1820 en la bahía de Tumaco.

En el río Timbiquí hizo entrar al capitán Desseniers con un destacamento de sus soldados para tomar el poblado del mismo nombre, lo que logró al anochecer luego de vencer al destacamento realista que la guarnecía. En los días siguientes fueron cayendo otros poblados costeros que estaban en manos realistas como Guapi o Tumaco, donde las fuerzas que la guarnecían fueron rechazadas luego de reñidos combates.
Para dar un golpe definitiva a los realistas Illingworth ordenó a Desseniers que se internara con su destacamento en el real de Santa María para vencer al gobernador Valverde que era el alma de la resistencia. Desseniers marchó hasta ese lugar y atacó al destacamento que había derrotándolo completamente, cayendo en el combate entre variados muertos el caudillo Trelas que dirigía a los indios y negros sublevados, y entre los prisioneros, el propio Valverde. El general Calzada al enterarse de la derrota de Valverde y la pérdida inminente de todo el litoral hizo que se replegaran los dos cuerpos de refuerzo que había enviado, al considerar inútil prolongar la lucha en esa zona y para poder hacer frente en el interior a la pronta ofensiva del ejército de la Gran Colombia comandado por el general Manuel Valdés. Este general lo terminaría venciendo a Calzada a mediados de julio al tomar Popayán y empujarlo a Pasto.
En la primera mitad de marzo se lograba ejercer el control total de la zona al vencer a las partidas realistas que venían del interior, y apaciguar a los indígenas y negros. Illingworth restableció también a las autoridades patriotas y la administración de las minas de oro de la zona, además de contribuciones que le impuso a los realistas y que le generaron una ganancia de 40.000 o 50.000 pesos a él y a la tripulación. El exgobernador Valverde debió hacerle entrega de 6.000 pesos en efectivo y 24.000 en libranzas sobre Barbacoas, Quito y Guayaquil. En esta contraofensiva la Rosa de los Andes había sufrido 21 bajas entre muertos y heridos, una parte de ellos por la utilización de flechas envenenadas que hicieron los indígenas.  
A diferencia de la anterior acometida de Illingworth en este territorio, esta vez se caracterizó por la dura represión que llevó a cabo contra los realistas. Las fuerzas del capitán inglés, enardecidas por la feroz resistencia que estos hicieron en algunos lugares, llevaron a cabo varios excesos como maltratos y fusilamientos. De este último tipo de represión esta el caso del alcalde realista de Guapi llamado Juan de Dios Saa, y también de otras autoridades designadas por Valverde. El mismo Valverde señalaría en una relación todos estos hechos al gobierno chileno al ser enviado por Illingworth a este país en una goleta, donde permanecería cerca de dos años retenido en calidad de prisionero de guerra.

## Últimas andanzas y fin del crucero

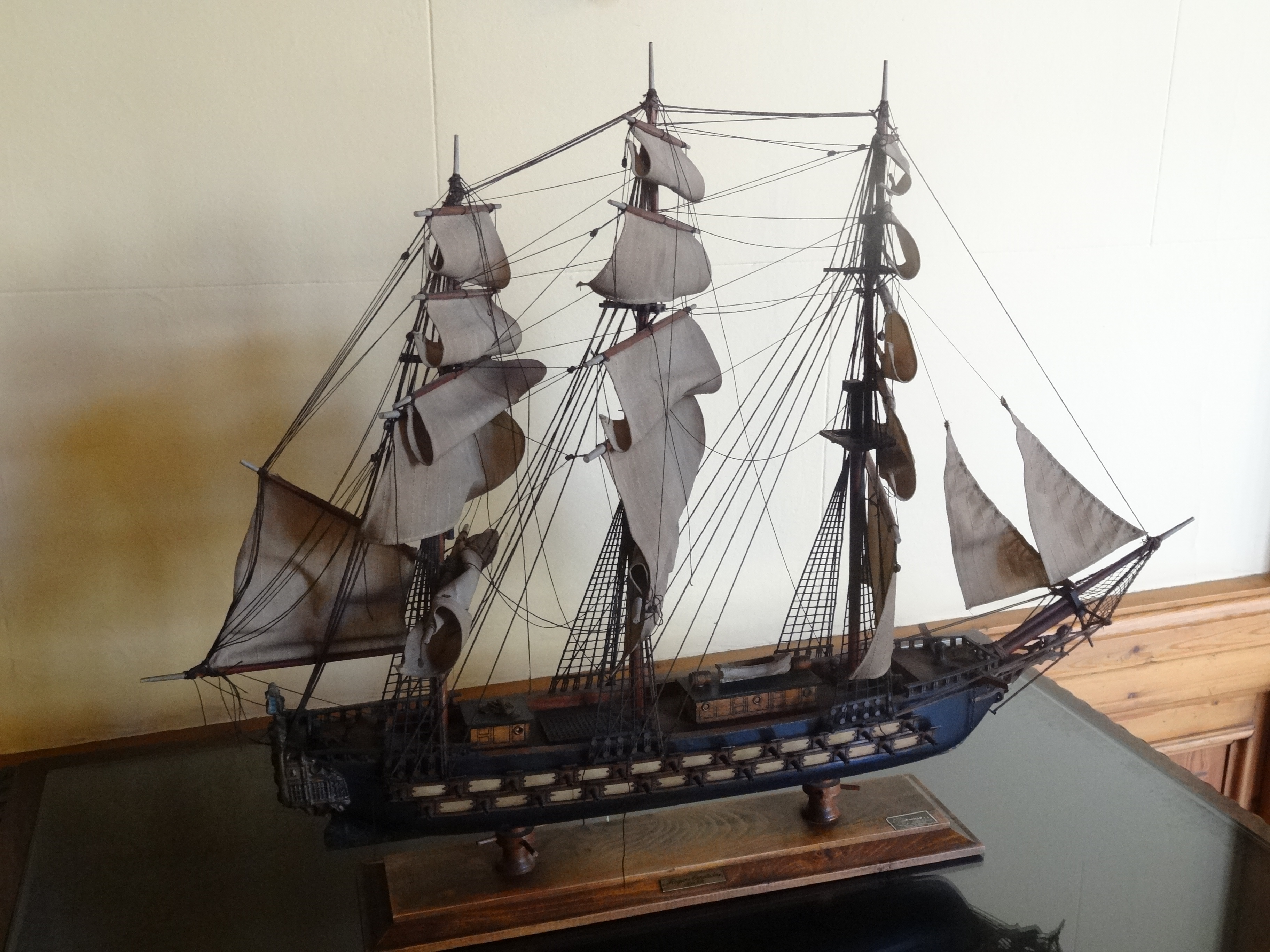
Típica fragata de guerra española de la época. La fragata Prueba había sido construida en los astilleros del Ferrol en 1800, siendo un buque con un diseño mejorado para hacer frente a las mejor dotadas fragatas de guerra británicas. Esta unidad tenía para ese propósito mayor rapidez, ligereza y maniobrabilidad pero también mayor potencia de artillería que las fragatas españolas construidas hasta el momento, y que generalmente solían tener menos de 40 cañones.

Con el triunfo definitivo que se obtuvo en las costas de Popayán y el valle del Cauca Illingworth dio algo de descanso a los tripulantes, y luego levó anclas con la Rosa de los Andes para seguir hostilizando el comercio en la zona, haciendo nuevas presas a finales de marzo y comienzos de abril. Reparada la corbeta Rosa de los Andes en lo posible, volvió a salir a mar abierto para hostilizar por corto tiempo el comercio.[cita requerida] En estas andanzas logró apresar a tres bergantines; al Nuestra Señora del Carmen, Dolores y Místico.
El 22 de abril salió del Callao por orden del virrey Pezuela una división naval comandada por el brigadier de mar Antonio Vacaro, con el objeto de dirigirse a Guayaquil para reforzar el puerto con un batallón de línea, pertrechos y municiones, ya que se tenían noticias de una supuesta invasión de Chile a ese lugar por los grandes aprestos militares que se estaban haciendo en ese país y que en realidad se tenían contemplados para atacar el Perú. La división de Vacaro estaba compuesta por la fragata de guerra Prueba, el bergantín armado Maipú y el transporte Javiera.
Esta división llegó a Guayaquil el 1 de mayo y desembarcó lo que traía para esta plaza. En este lugar Vacaro supo por noticias vagas de que una o más embarcaciones insurgentes estaban destruyendo el tráfico comercial desde ese puerto hasta Panamá, por lo que zarpó el 6 de mayo con la Prueba y el Maipú hacia el norte para recorrer toda esa costa y batir algún buque que estuviera hostilizando la zona. Durante la travesía el Maipú sufrió una avería en su arboladura, por lo que el 8 de mayo debió regresar a Guayaquil para ser reparada y luego pasar al Callao, a donde ingresó el 9 de junio. La Prueba, al mando de Vacaro, siguió su crucero hasta Panamá tomando en varios puntos noticias sobre el posible paradero de él o los buques insurgentes. Finalmente se entera de que se trataba de la corbeta Rosa de los Andes.

### Acción naval frente a Cabo Manglares

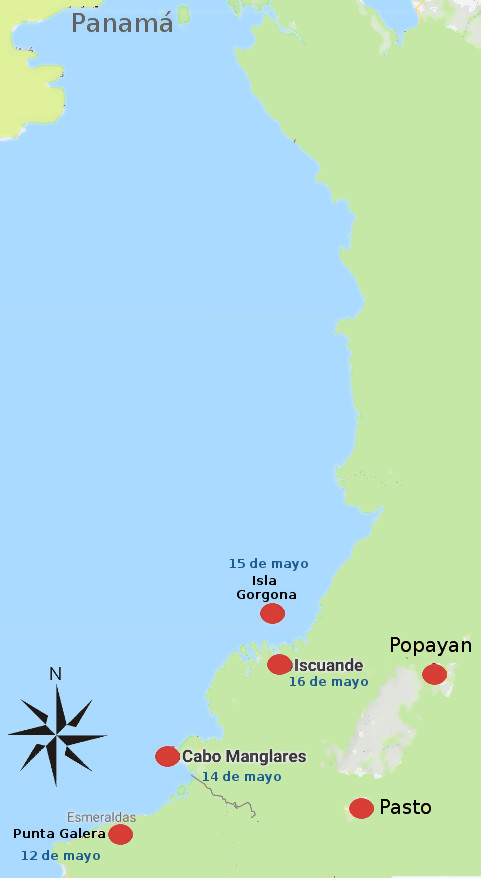
Situación de la Isla Gorgona, al norte de Cabo Manglares.

El 12 de mayo la Rosa de los Andes navegaba a la altura de Punta Galera cuando al atardecer avistó una embarcación a la distancia que resultó ser la fragata Prueba que navegaba con rumbo noroeste.
Esta fragata de 1300 toneladas tenía una tripulación de entre 200 a 400 hombres, de marinos y soldados de mar, y estaba armada con 40 o 52 cañones de a 24 y 32 libras. Por su parte, la corbeta chilena para esos momentos solo contaba con 151 hombres, de los que 35 estaban enfermos y sin capacidad de combatir, y tenía 30 cañones pero 6 estaban desmontados por falta de personal. 
Illingworth afirma que teniendo en cuenta la inferioridad de su buque decidió aun así atacarla, acercándose frontalmente hacia ella con la intención de tomarla al abordaje ya que consideraba que era la única posibilidad seria de obtener la victoria. 

“A las cuatro de la tarde se reconoció que era fragata enemiga de fuerzas superiores i se le notaba todavía mas superioridad en el andar. A las cinco, avanzamos sobre ella con intento de empeñar la accion i lograr, si fuera posible, el saltar al abordaje. Pero fiándose el enemigo en las citadas ventajas de artillería i andar se negaba a entrar en combate cerrado. De esta timidez del enemigo se perdieron las horas en un tiroteo que no nos ofrecia sino el riesgo de quedarnos desmantelados por la artillería larga de él; i que entónces presentaríamos una victoria fácil a pesar del conocido valor de la oficialidad i tripulacion que tengo la satisfaccion de mandar.”
Parte de Illingworth al ministro de guerra y marina de Chile José Ignacio Zenteno, fechado el 30 de mayo de 1820 a bordo de la Rosa de los Andes.

El 14 de mayo, a la altura de Cabo Manglares, luego de estar cerca de tres horas realizando un fuego sostenido con la Prueba, y ante la imposibilidad de poder acercarse y ejecutar el abordaje, Illingworth comprendió que no era aconsejable seguir con el combate en esas condiciones, donde la ventaja estaba de parte del buque de Vacaro, y aprovechando el anochecer, resolvió virar en redondo y retirarse hacia la costa norte para ponerse al amparo de esa zona que se encontraba dominada por los patriotas por sus anteriores esfuerzos militares.

### Acción naval frente a la isla de Gorgona

Mapa de la isla de Gorgona.

Illingworth tenía la certeza, por algunos supuestos informes que recibió, de que la presencia de la Prueba en estas latitudes era porque venía a reconquistar el litoral colombiano que había ganado para los patriotas locales en su campaña anterior. Creía esto también por la cantidad de tripulantes que llevaba a su bordo la fragata. Lo cierto es que Vacaro no había considerado ejecutar tal plan y solo incursionaba en estas costas para batir al buque chileno. 
Convencido de que la fragata Prueba le seguiría, Illingworth había planeado hacerla encallar en la parte baja de la costa, debido a la desventajas que tenía su buque, más débil, ya que de ese modo le costaría mayor trabajo a la fragata enemiga hacer maniobras por su tamaño y estaría en peligro latente de poder encallar. El capitán inglés había enfilado con la Rosa de los Andes a la parte meridional de la isla de Gorgona para llevar a cabo su propósito, mientras que la Prueba la había seguido durante toda la noche y la mañana del día siguiente. Ambas embarcaciones se volvían a encontrar para combatir. 
Al amanecer del día 15 de mayo la corbeta chilena se divisa otra vez a la distancia, a cinco leguas a Sotavento, e inmediatamente la fragata española se dirige sobre ella a entablar combate. La corbeta navegó recibiendo más viento, hinchando las velas para evitar el combate, pero la fragata española acortando la distancia le da alcance, ya a medio tiro de cañón tuvo que abrir fuego. 

“A las seis de la tarde estando ya al frente de la isla de Gorgona, nos hallábamos a tiro del enemigo, quien nos dió lugar por un movimiento descuidado de entablar accion con ventaja, la cual duró con bastante viveza hasta las ocho i treinta minutos de la noche, cuando confundido ya por la facilidad de nuestros movimientos, la viveza i buena dirección de nuestros fuegos dejaba ver la enemiga la deseada ocasión de saltar al abordaje.”
Parte de Illingworth al ministro de guerra y marina de Chile José Ignacio Zenteno, fechado el 30 de mayo de 1820 a bordo de la Rosa de los Andes.

La fragata española no respondió hasta acortar más la distancia, entonces sostuvo un fuego a doble munición. En ese momento los buques habían ya alcanzado la parte meridional de la Isla Gorgona. La acción se mantuvo sin interrupción por más de una hora, navegando hasta que la corbeta consideró que la fragata ya no podría evitar encallar en los fondos marinos de la isla Gorgona, entonces para evitar a sí misma el naufragio, la corbeta viró en redondo buscando la popa de la fragata, pero la maniobra resultó un desastre porque uno y otro buque casi se rozan, y a esa distancia tan corta, la fragata, que en ese momento tenía la artillería preparada para disparar súbitamente abre fuego, quedando estremecida por el retroceso de todos sus cañones simultáneamente. La corbeta recibe toda la andanada al completo lo que deja su cubierta destrozada, quedan silenciados completamente sus cañones, su capitán gravemente herido queda fuera de combate, y su tripulación herida se ve incapaz ni de responder con tiro de fusil. Pero su segundo al abrigo de la noche, bajo una fuerte lluvia, consigue poner a la fuga el buque corsario. La fragata española, a su vez, con su proa a punto de encallar en los arrecifes de la Isla Gorgona tuvo que virar enérgicamente para evitarlo, alejándose de los arrecifes. 
La corbeta chilena había quedado muy dañada, se había llevado la peor parte, pero consigue perderse de vista en la oscuridad. Su capitán John Illinworth quedó gravemente herido, recibió una herida de metralla que le saltó en la mejilla izquierda del rostro, dejándole una cicatriz profunda que sería años más tarde cubierta con una placa de metal, lo que le valdría el apodo de "Cara de Plata". En esta acción el segundo al mando consiguió escapar del sitio del combate llevando la maltrecha corbeta a la boca del río Iscuandé en la costa consiguiendo internarse y obtener refugio.

### En el estuario de Iscuandé
En el estero de El Barco encalló la Rosa de los Andes, cuando se internó en el río Iscuandé para salvarse de la fragata española llamada La Prueba con la que había sostenido por dos días a la altura de Punta Galera un reñido combate el 16 de mayo de 1820

Al día siguiente del combate Illingworth navegó hasta la entrada del río Iscuandé, y dejando arrastrar a la corbeta por la corriente hacia el interior del río, se refugió en el poblado que lleva el mismo nombre para atender a los heridos e iniciar los trabajos de reparación de la corbeta. No podría ser molestado por la Prueba u otro buque de su tamaño que rondara la costa debido al bajo fondo del río. 
Al amanecer del día 16 de mayo Antonio Vacaro, vuelve con la luz del día a buscar la corbeta enemiga. Recorre primero los alrededores de la isla Gorgona, al no encontrarla, se dirigió a la costa, donde descubre que Los Andes, se iba internando por la boca del río Iscuandé, buscando refugio dentro del río. La tripulación del corsario había arrastrado la corbeta hacia el interior del río porque ya no podría mantenerse a flote, para no ser capturada. Vacaro aproxima la fragata con toda precaución hacía la costa, por el escaso calado a los fondos de tierra, pero los bajos del suelo le impiden seguir hacía el cauce del río. Tres botes con sondas comprobaron que no era factible la navegación, y desistió por el riesgo de encallar el buque. 
Antonio Vacaro, permanece allí mismo, vigilando y rehabilitándose hasta el 21 de mayo, fecha en la que pone rumbo al Sur, y remite el parte de batalla al virrey. Una fragata estadounidense que cruzaba la zona también dio parte de esta batalla a las autoridades españolas.
Al no poder capturar o hundir al buque chileno, Vacaro regresó con la Prueba a la isla de Gorgona para hacer aguada y proveerse de leña que le era escaso, y ante la falta de víveres, resolvió salir de esas costas hacia el sur. Recaló el 4 de julio en Arica, en cumplimiento de una comisión, y el 16 de julio en el Callao, donde estuvo un tiempo rehabilitándose para luego volver al servicio.

## Alistamiento en las fuerzas de Bolívar
La corbeta Rosa de los Andes se varó en la boca de ese río, siendo inútiles todos los esfuerzos que se hicieron en varios días para ponerla a flote, salvando solo los cañones que aun tenía y otros elementos. El presidente de Quito, Melchor Aymerich, pone en conocimiento del virrey un extenso comunicado del gobernador de Barbacoas, Antonio Rodríguez y Moreno, que le avisa que dos de sus destacamentos avanzados le informan que el día 30 de mayo las tropas españolas han encontrado la corbeta chilena Rosa de los Andes varada en el río Iscuandé, que es abandonada por su tripulación tras incendiar el buque. 
John Illinworth escapa junto con su tripulación tierra adentro para unirse a las tropas de Colombia y envía un parte al gobierno de Chile en esa misma fecha el 30 de mayo. Tomando distintos rumbos, una parte de los tripulantes se dirigió a Cali junto a Illingworth para incorporarse en el ejército de la Gran Colombia, al que había sido llamado a servir. Otros regresan a Chile, siendo estos el teniente Raimundo Morris, el amanuense Pedro Nolasco Jofré, el alférez Francisco Fierro, entre otros.
El capitán Illingworth, bajo la bandera de la Gran Colombia, luchó posteriormente en tierra en la campaña militar que permitió la independencia de los territorios del actual Ecuador. Luego se radicó en Guayaquil en donde hizo gran parte de su vida y formó una familia. Con la disolución de la Gran Colombia, y luego de varios vaivenes, serviría en la naciente república del Ecuador hasta su deceso.

## Datos de interés
- En la isla de Taboga existe un lugar en el interior llamado "Las Tres Cruces", donde se cree que fueron enterrados tres tripulantes de la corbeta Rosa de los Andes que cayeron emboscados en los días siguientes al ataque a la isla. En el lugar habían sido colocadas originalmente tres cruces de madera por esos tres individuos, pero con el pasar de los años se pudrieron y los habitantes las remplazaron con tres cruces de hierro colado empotrados con cal y canto. El lugar es visitado frecuentemente por sus habitantes para recordar el ataque del buque chileno.[11]
- Durante la incursión del Pacífico al Caribe, Illingworth y sus hombres habrían tenido el logro de ser los primeros en cruzar el territorio que se extiende desde la bahía de Cupica y que pasa por el río Napipi hasta el río Atrato. El inglés levantó un plano de la bahía de Cupica, que junto a otros detalles científicos que recogió en esta travesía, se las envió años más tarde al alemán Alexander von Humboldt por medio del historiador colombiano Restrepo. Esto debido a los estudios que él había realizado con anterioridad sobre la posibilidad de abrir una vía interoceánica por ese lugar, y que en los años siguientes sería atravesada y estudiada por exploradores estadounidenses como Thomas Oliver Selfridge entre 1871 a 1873 y Federico Collins en 1875.
- Cuando falleció Illingworth el 4 de agosto de 1853 a la edad de 67 años, el congreso ecuatoriano dictó un decreto el 26 de noviembre de ese año en el que, entre varias disposiciones para honrar al marino, una señalaba la construcción en el panteón de Guayaquil de un monumento sobre la que sería su tumba, donde se grabarían sus hechos de armas y al pie de ellos una nave en memoria de las acciones que realizó con la corbeta Rosa de los Andes. Tales disposiciones nunca se cumplieron.
- El 5 de agosto del 2011 zarpó rumbo a Panamá el OPV Piloto Pardo, perteneciente a la marina chilena, para participar en la novena versión del ejercicio internacional "PANAMAX 2011". Finalizado el ejercicio naval, pasó a Colombia para desempeñar una importantísima comisión que consistía en traer a Chile una de las anclas de la corbeta Rosa de los Andes,[12] regresando al país el 4 de octubre de ese año. Actualmente esta reliquia histórica debería estar en el Museo Marítimo Nacional de Chile.